# Argences-en-Aubrac
Argences-en-Aubrac é uma comuna francesa na região administrativa da Occitânia, no departamento de Aveyron. Estende-se por uma área de 151,78 km². Em 2010 a comuna tinha 1 661 habitantes (densidade: 10,9 hab./km²).
A municipalidade foi estabelecida em 1 de janeiro de 2016 e consiste na fusão das antigas comunas de Sainte-Geneviève-sur-Argence, Alpuech, Graissac, Lacalm, La Terrisse e Vitrac-en-Viadène.